# Hidrografia do Equador

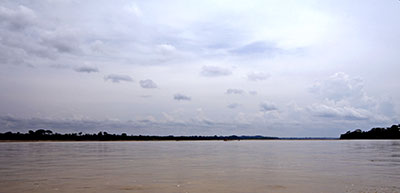
Paisagem do Rio Napo.

O Equador é banhado por dois grandes sistemas hidrográficos: em primeiro lugar, um dos rios que nascem na cordilheira Ocidental ou em suas encostas, banham as planícies da costa e deságuam no Pacífico, como o Mataje, Santiago, Esmeraldas, Chone, Daule, Guayas, Naranjal, Jubones e Santa Rosa; e, em segundo lugar, e o dos rios que nascem na cordilheira Oriental, banham a região do Oriente e formam os grandes afluentes amazônicos dessa região, como o Aguarico, Coca, Napo, Curaray e Pastaza, na maioria navegáveis.